# Sinothomisus liae
Sinothomisus liae är en spindelart som beskrevs av Tang et al. 2006. Sinothomisus liae ingår i släktet Sinothomisus och familjen krabbspindlar. Inga underarter finns listade i Catalogue of Life.